# آلو کلتر
آلو کلتر (انگلیسی: Alev Kelter؛ زادهٔ ۲۱ مارس ۱۹۹۱) ورزشکار فوتبال اهل ایالات متحده آمریکا است.
وی همچنین در تیم ملی فوتبال United States بازی کرده‌است.
وی در مسابقات کشوری و بین‌المللی در مجموع برندهٔ ۱ مدال نقره شده‌است.